# Guardia Albi-Roja Sur
La Guardia Albi-Roja Sur  (LGARS) es el nombre de la barra brava del club de fútbol colombiano Independiente Santa Fe de Bogotá, es considerada como la más popular y representativa del club. Fue una de las primeras barras bravas creadas en Colombia, en 1997. Constituida como una organización social y deportiva, con sede en Bogotá.  Actualmente la barra tiene alrededor de 12.000 miembros, y esta se ubica en la tribuna lateral sur del Estadio Nemesio Camacho El Campín.

## Historia
La Guardia Albi Roja Sur (cuyo nombre proviene del himno de Independiente Santa Fe) fue fundada por jóvenes provenientes de la barra de oriental del Estadio el Campin Santa Fe de Bogotá que inició en 1991 y se ubicaba en la parte oriental del estadio. Pero se presentaron diferencias entre sus miembros y los jóvenes constituyeron una nueva barra popular, con notables influencias de Argentina y Chile por su colorido y pasión. 
El 12 de enero de 1997 nace por iniciativa de sus fundadores (Pedro Duran, Federico Perry entre otros), en un partido contra el América de Cali. El escudo de la barra fue tomado del primer escudo del equipo. La organización a medida del tiempo fue creciendo y se convirtió en parte del fenómeno social de las barras en la ciudad y el país dándose a conocer por los distintos estadios donde Santa Fe jugaba.
En 2005 se organizó la elaboración de la bandera más grande del mundo en ese entonces denominada el Lienzo de Fe. Para el 2006 se da un reconocimiento a nivel Sudamericano por los viajes de sus hinchas por la Copa Libertadores 2006.

Hacia 2006 con motivo de los 10 años de la barra se lanza un CD "La Popular Estalla" con temas propios.

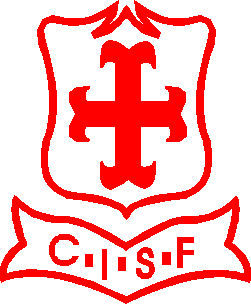
Primer escudo de Santa Fe de donde proviene el escudo de la barra.

Para 2008, nuevamente se hizo la bandera más grande del mundo para ese año que fue La Fuerza de un Pueblo lema del equipo y de la hinchada.
Entre 2013 y 2018, fueron los años más activos de la barra a nivel internacional, debido a las constantes participaciones de Independiente Santa Fe por Copa Libertadores y Copa Sudamericana, coronándose campeón de la Copa Sudamericana 2015 y de la Copa Suruga Bank 2016 en Japón, además se consolida el proceso de organización social.
En 2017, la barra cumplió 20 años y los celebró con un evento musical de Cumbia Villera y con el lanzamiento del CD "Un día juramos" elaborado por su grupo instrumental "El Sonido Cardenal". 
Para el 15 de julio de 2022, La Guardia celebró el aniversario de la séptima estrella de Santa Fe en 2012, con un concierto con grupos de cumbia villera Pala Ancha, rap Todo Copas y el grupo punk argentino 2 Minutos. 
En marzo de 2024, se celebró un concierto de cumbia villera: El Pepo y la superbanda gedienta y de rock Obrero de Ciro Pertusi (ex Attaque 77).
Así mismo en los últimos años la barra ha participado activamente en procesos de barrismo social junto a otras barras del país.

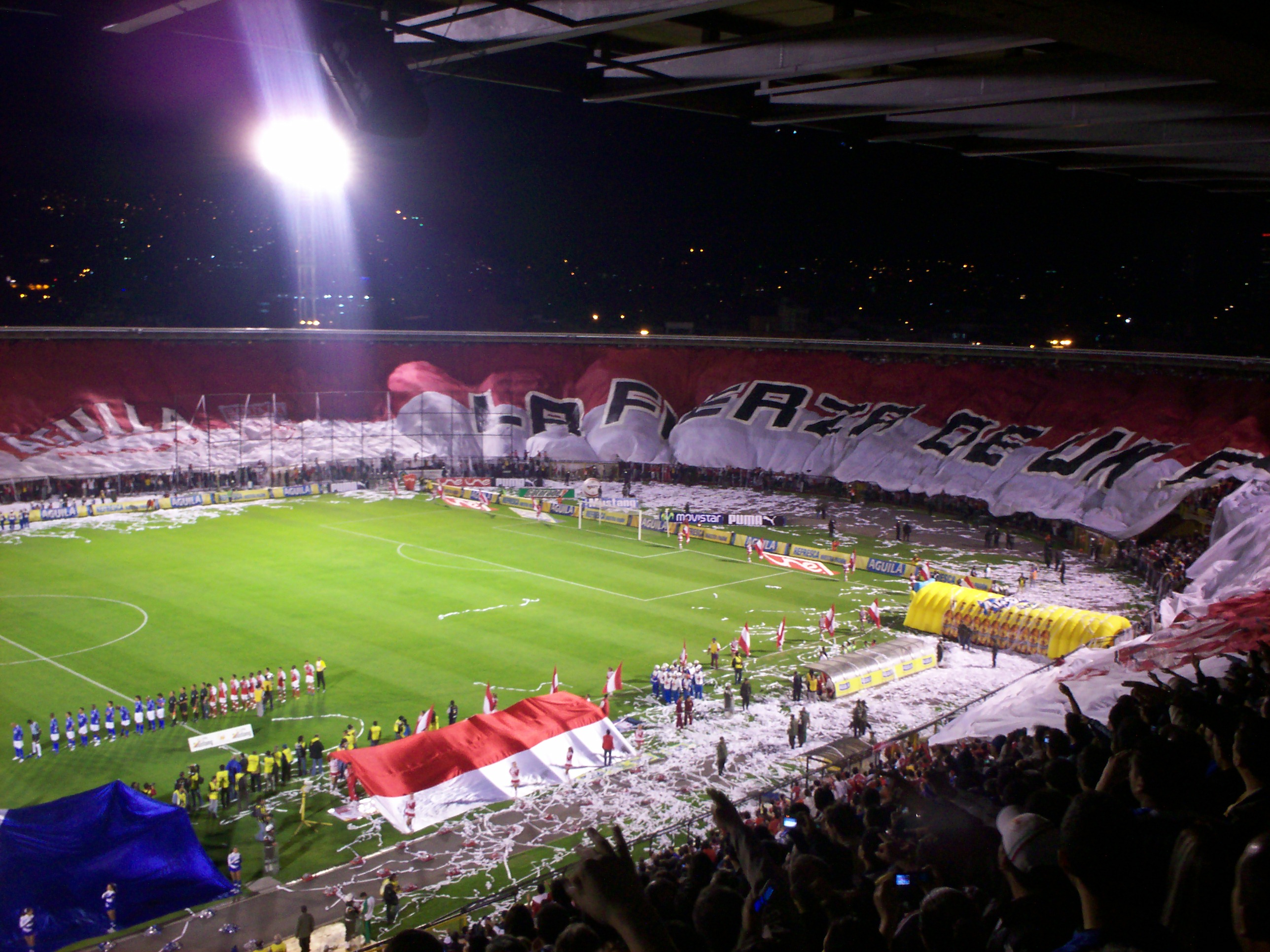
La Fuerza de un Pueblo, Tapatribunas gigante de La Guardia Albi Roja Sur.

## Organización
La barra está constituida por alrededor de 52 grupos denominados parches, que oficialmente se encuentran distribuidos por cada una de las 20 localidades de Bogotá y en los municipios de Soacha y Facatativá. Hay filiales de hinchas de Santa Fe en otras ciudades y municipios de Colombia, y en el exterior, pero estos no pertenecen oficialmente a la barra. Su dirigencia es elegida por votaciones anualmente y se eligen 7 líderes distritales los cuales representarán durante el año a los 45 grupos o parches (divididos geográficamente en Zona Norte, Zona Sur, Kennedy y Bosa), que de los cuales cuentan con un líder o vocero. Además la dirigencia se encargará de coordinar las actividades de la barra. Actualmente la dirigencia de la barra está conformada por los líderes de las localidades de Bosa (La Academia D.C.) , Kennedy (Frente Kennedy, Los Pillos), Ciudad Bolívar (Aguante Sur), Suba (Suba del León), Antonio Nariño (La AKD), San Cristóbal (La Banda del León).

## Barrismo Social
La barra organiza actividades en cada una de las localidades de la ciudad y se ha acogido a varias iniciativas en el marco de las nuevas normativas como el Decreto 1270 de 2009 y proyectos como el Plan Decenal, entre otros. La barra participa en las mesas de diálogo y trabajo establecidas en cada una de las localidades del Distrito Capital. Además a nivel nacional La Guardia Albi Roja hace parte del colectivo Barras colombianas por la convivencia junto a otras 18 barras del fútbol colombiano, colectivo creado en febrero de 2019 en donde las barras se reúnen a discutir y proponer alternativas para mejorar la convivencia en los estadios.
Se organiza cada año la Copa Corazón de León, un torneo de fútbol entre los distintos parches que conforman la barra, así como torneos de microfútbol. La barra cuenta con una escuela de fútbol para niños y niñas, el Club Deportivo LGARS que es dirigida por profesores que son miembros de la barra. Y cuenta con un equipo de artes marciales mixtas el Team LGARS. En los últimos años se creó un programa radial denominado Radio Tribuna Roja.

## Violencia y Sanciones
Desde 2000, se inició una época de violencia asociada al fútbol en Colombia y se presentaron incidentes durante un torneo amistoso jugado en Soacha (Cundinamarca) por parte de los miembros de La Guardia Albi Roja Sur, Los Del Sur y los Comandos Azules.
En 2005 se presentaron incidentes debido a la rivalidad con las barras del América de Cali (Disturbio Rojo Bogotá y Barón Rojo Sur) presentando enfrentamientos afuera y dentro del estadio, que dejaron muertos, lo cual ocasionó sanciones como la restricción para ingresar banderas y procesos judiciales.
Para 2010 previo al clásico bogotano en honor a Pelé se presentaron incidentes a las afueras del estadio con las barras de Millonarios FC (Comandos Azules y Blue Rain). Los enfrentamientos entre estas barras se reiteraron 5 veces más durante los años 2015, 2016 y 2019 en los barrios aledaños al estadio.
En el año 2015 se presentaron varios choques con la barra del Club Sport Emelec (Boca del Pozo) en dónde las dos barras se enfrentaron en Guayaquil y Bogotá, también hubo robo de banderas por parte de las dos organizaciones. En años posteriores se enfrentaron nuevamente cada vez que La Guardia visitaba Ecuador o La Boca viajaba a Colombia.
En los semestres 2011-II, 2014-II, 2016-I y II, 2017 I y II y 2019-II, la barra fue sancionada (sin ingreso de banderas e instrumentos) por el ingreso de bengalas y bombas de humo rojo dentro de la tribuna en diferentes partidos de semestres posteriores a los sancionados. La barra fue sancionada en otras ciudades de  Colombia como en Manizales en el año 2016, y en Tunja en el año 2020, por "problemas de comportamiento en la tribuna" según las comisiones locales de dichos municipios.
Para el semestre 2021-II fue sancionada tras enfrentamientos dentro de la cancha del Estadio El Campin con la barra de Nacional (Los del Sur).
Durante 5 fechas en el semestre 2024-I fue sancionada 5 fechas tras "mal comportamiento" en un partido.En el semestre 2024-2  también la barra fue sancionada por uso de pirotecnia.